# حبوب منع الحمل

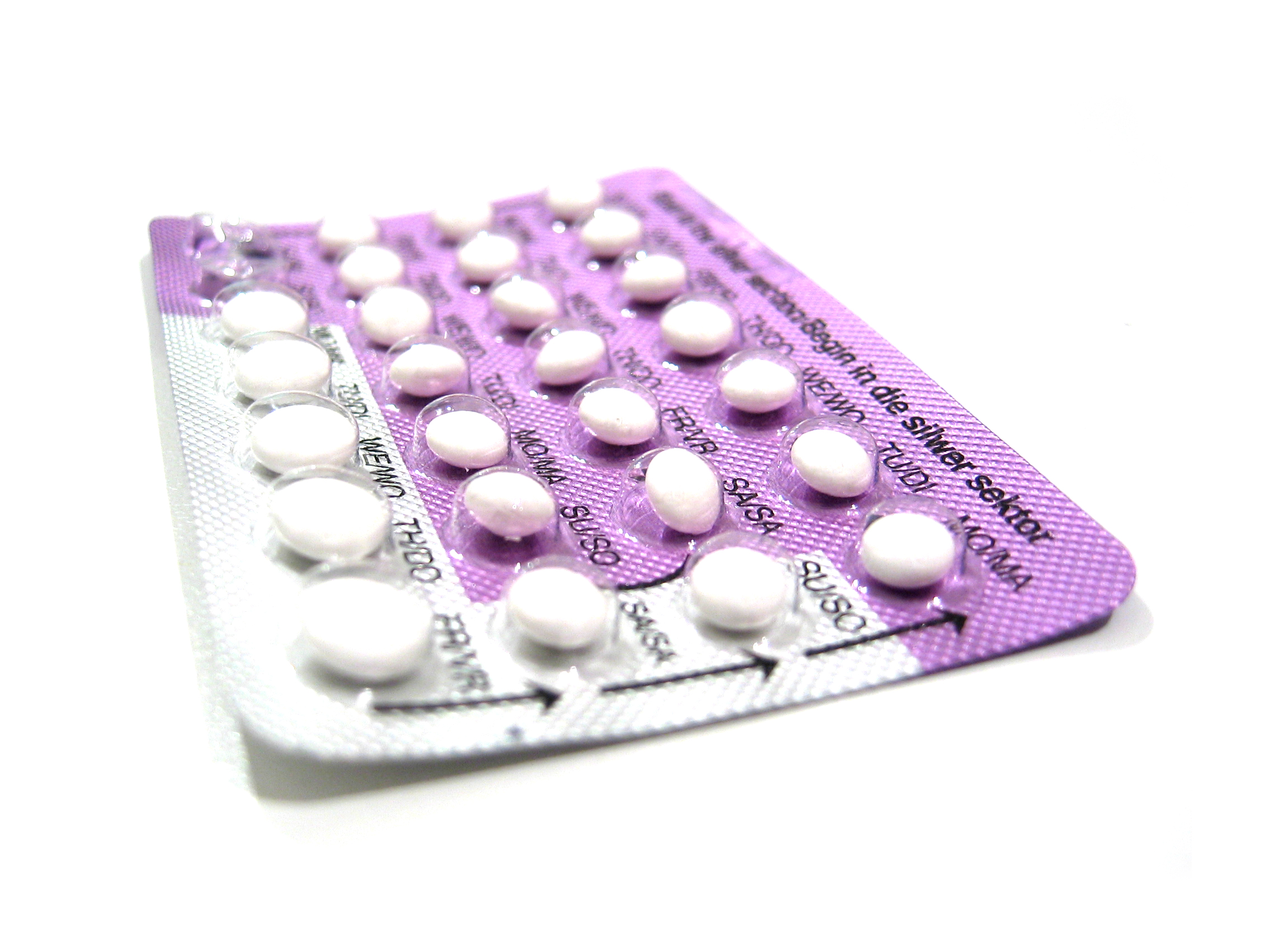
تعليب اعتيادي لحبوب منع الحمل

حبوب منع الحمل من أكثر وسائل تنظيم الحمل شيوعا. بدأ استخدامها في الستينات، وهي تنقسم إلى نوعين: حبوب منع الحمل المركبة وتحتوي علي هرموني الإستروجين والبروجيستيرون، وحبوب منع الحمل أحادية الهرمون وتحتوي على هرمون البروجيستيرون فقط.

## الاستعمال
كقاعدة فيجب أخذ حبة منع الحمل يومياً في نفس التوقيت، وإذا حدث ونسيت المرأة أخذ الحبة في موعدها وتأخرت لأكثر من 12 ساعة عن الموعد المحدد يومياً فإن نسبة منع الحمل تنقص.
هناك عدة أنواع لحبوب منع الحمل متوفرة في الصيدليات وبشكلٍ عام فتسوق المنتجات تحت شكلين أساسين:
- علبة تحتوي على 28 حبة مؤلفة من نوعين من الحبوب ومفروزة بلونين.
- علبة تحتوي على 21 حبة بشكلٍ واحد ولونٍ واحد.

يبدأ أخذ الحبوب بعد اليوم الخامس للدورة الشهرية عند المرأة، وتستمر المرأة بأخذ الحبوب الهرمونية لمدة 21 يوما يعقبها أسبوع حر بدون حبوب أو بالحبوب الملونة وفي هذا الأسبوع الحر من الأدوية لا يحدث حمل رغم عدم استخدام الحبوب. ويمكن حدوث نزيف بعد الانتهاء من الحبوب أو أحياناً خلال فترة الأسبوع الحر.
أما بالنسبة للحبوب الملونة فهي ليست حبوب لمنع الحمل بل عادةً هي حبوب تحتوي على مادة الحديد، أو حبوب خلبية أي بدون تأثير ويُطلق عليها الغفل أو placebo.

## اقرأ أيضًا
- ساعة لمنع الحمل